# Whole Foods Market

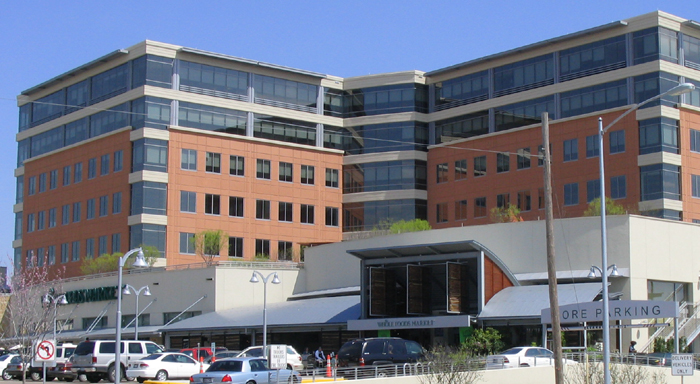
Sede de Whole Foods Market en Austin, Texas

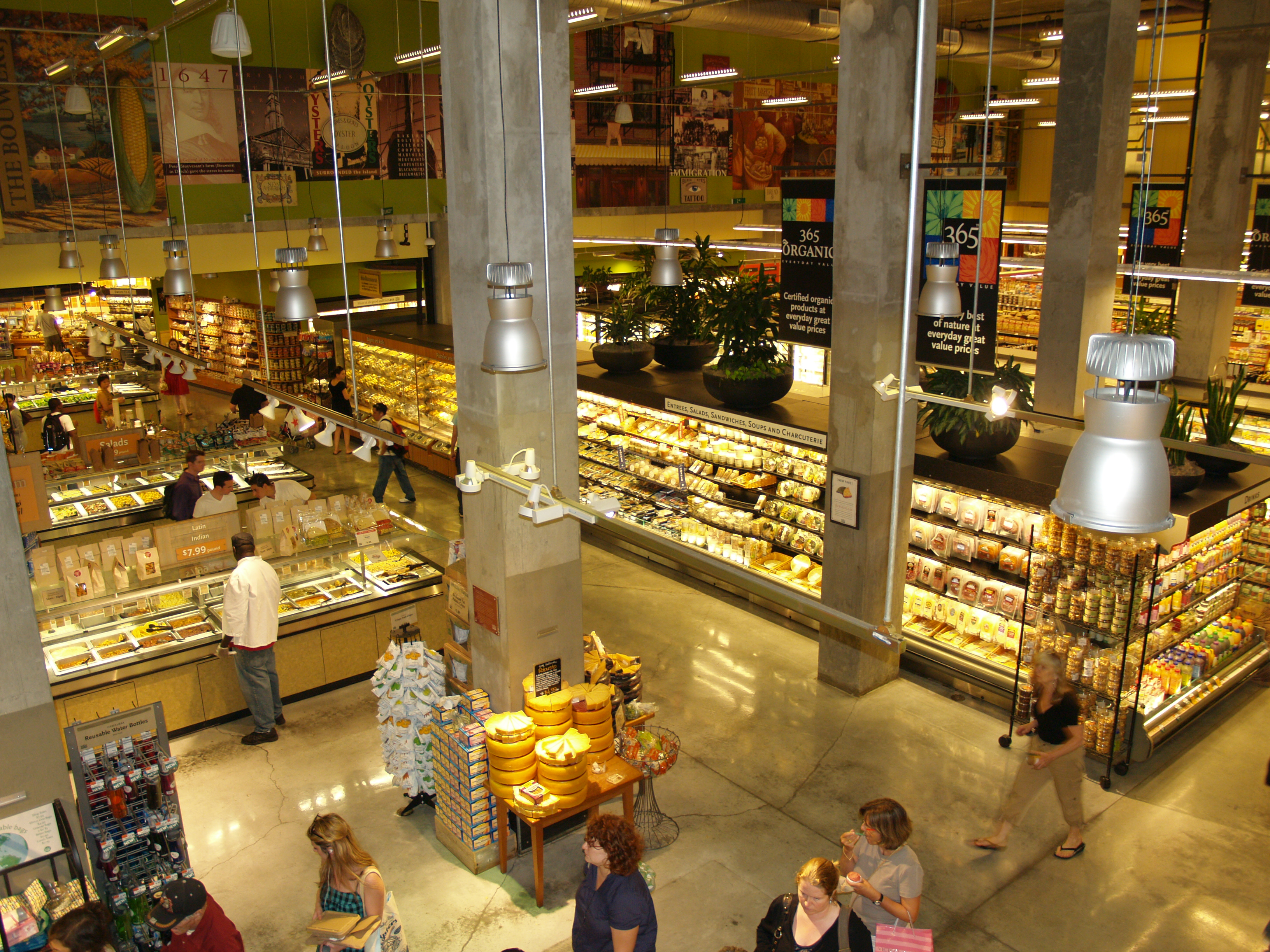
Whole Foods Market en Nueva York.

Whole Foods Market, Inc. (NASDAQ: WMFI) es una cadena de supermercados estadounidense fundada en 1980. Tiene su sede en Austin, Texas. Foods se especializa en alimentos naturales y orgánicos. En el ámbito internacional, Whole Foods Market tiene más de 460 tiendas en los Estados Unidos, Canadá, y Reino Unido. El 16 de junio de 2017 se anunció su adquisición por Amazon a cambio de 13.700 millones de dólares.

## Controversias
En marzo de 2023, una investigación del New York Times sacó a la luz la utilización de niños de corta edad, principalmente latinoamericanos, en grandes fábricas que trabajan para varias grandes empresas estadounidenses, entre ellas Whole Foods Market. El artículo describe condiciones de trabajo muy difíciles y menores que se encuentran atrapados en un sistema de explotación que viola totalmente la legislación estadounidense sobre trabajo infantil.